# أنتوني إم. جونز
أنتوني إم. جونز (بالإنجليزية: Anthony M. Jones)‏ هو كاتب أغاني ومنتج أسطوانات أمريكي، ولد في 31 مارس 1982.